# 一切都是有原因的
一切都是有原因的是香港女歌手詹天文的單曲，由Y.Siu作曲及編曲、周耀輝填詞，並由Edward Chan與Y.Siu共同監製，於2025年4月12日由愛爆音樂發行，是詹天文該年推出的首支單曲。此曲亦是她首次嘗試空靈風格的曲風，歌詞主張「愛」是人與人之間，乃至人與身邊事物之間連結的關鍵。

## 背景
香港年青女歌手詹天文於2024年9月赴廣州留學，升讀星海音樂學院，展開了在課餘時間往返港、穗兩地繼續演藝事業的時期。2025年4月發行的一切都是有原因的正是此時期推出的作品。 此曲有別於詹天文前兩首派台歌《大雕刻家》及《麻煩彈開》的跳唱類型，屬於詹天文未嘗試過的嶄新曲風。

## 創作及製作
一切都是有原因的由音樂製作人Edward Chan的公司emp旗下創作人Y.Siu（林祐陞）作曲及編曲、周耀輝填詞，並由Edward Chan與Y.Siu共同監製。此曲時長3分24秒，以
拍的升a小調／降b小調創作，每分鐘105拍，編曲上重用鼓聲。曲風與唱腔呈現夢幻、空靈感，是詹天文首次嘗試演唱這種風格的歌曲。她在此曲中較多使用氣聲，據她在訪問中透露，在首兩次錄音時均未能掌握感覺。後得監製Edward Chan耐心引導，在第三次錄音時關上錄音室燈光，好讓她感受到符合此曲的氛圍，以利錄音。 歌詞主題關於人與人之間、人與身邊事物之間的連結，詞人認為這些連結的核心是「愛」。這種「愛」泛指對身邊一切事物的愛，包括但不限於愛情、友情、親情。
此曲音樂影片（MV）經過連續24小時拍攝而成。外景在山上取景，拍攝時曾經歷惡劣的雷雨天氣。MV的故事背景則設定在一個外星世界。

## 發行及宣傳
香港唱片業界在2025年4月12日舉行「香港唱片店日2025」，此曲是為響應該活動而在當日推出實體單曲唱片的新歌之一，類型為7吋45轉黑膠唱片，這是詹天文第二年參加該活動。此曲同日亦在串流平台發售，後於4月14日派台。 同年5月3日，詹天文在香港銅鑼灣舉行了此唱片的簽唱會，該活動需付費入場，參與者可獲送禮品包括一本限量MV相冊。同月，詹天文的歌迷會亦為此曲投放應援廣告，由於同一時期詹天文亦有替於4月末首播的中國內地網絡劇《我叫趙甲第》第二季演唱插曲撲火的飛蛾，歌迷會選擇同時在多個中國內地城市進行應援，包括廣州、深圳、北京、上海、長沙、重慶、杭州、武漢，連同香港合共9個城市，形式均為在地標性商場的大型LED廣告板，播放MV的節錄影像。

## 現場演出
2025年4月25日，詹天文於香港海洋公園怡慶坊舉辦的「新城唱好海洋公園現在就愛音樂會」（她主演的新城知訊台廣播劇《現在就愛》衍生活動）首次公開演唱此曲。 5月3日，詹天文在香港銅鑼灣舉辦的簽唱會上演唱此曲。 5月31日，詹天文在澳門擔任前輩歌手吳若希「Gossip of Me」演唱會澳門站的表演嘉賓時亦曾演唱此曲，詹天文並表示此曲與吳若希新歌《感激跟你能遇見》主題相似。

## 派台成績
| 週榜單（2025年）              | 最高排名 |
| ----------------------------- | -------- |
| 香港（中文歌曲龍虎榜）        | 2        |
| 香港（新城勁爆流行榜）        | 1        |
| 香港（勁歌金榜）              | 1        |
| 加拿大（至HIT中文歌曲排行榜） | 12       |